# Toros Roslin
Toros Roslin (armenisch Թորոս Ռոսլին; 1210–1270 oder 1216–1288) war der bedeutendste Meister armenischer Buchmalerei seiner Zeit.  

## Leben und Werk
Über die Lebensspanne des armenischen Schreibers und Buchmalers Toros Roslin liegen unterschiedliche Angaben vor. Er wirkte vornehmlich in Rum Kalesi (im Südosten der heutigen Türkei) und schuf in der Mitte des 13. Jahrhunderts eine Reihe prachtvoller religiöser Handschriften. Nur wenige Exemplare seiner wertvollen Werke sind in Kunstmuseen erhalten.
Zu den von ihm gestalteten Handschriften gehören die datierten Stücke:
- 1256: Tetraevangelium („Zeytun Gospel“), Jerewan, Matenadaran, Ms. 10450;
- 1260: Tetraevangelium, Jerusalem, Armenisches Patriarchat, Ms. 251;
- 1262: Tetraevangelium („Sebastia Gospel“), Baltimore, Walters Gallery, Ms. 539;
- 1262: Tetraevangelium, Jerusalem, Armenisches Patriarchat, Ms. 2660;
- 1265: Tetraevangelium, Jerusalem, Armenisches Patriarchat, Ms. 1965;
- 1266: Maštoc’ (Euchologion), Jerusalem, Armenisches Patriarchat, Ms. 2027;
- 1267–1268: Tetraevangelium („Malatia Gospel“), Jerewan, Matenadaran, Ms. 10675 (vormals 3627)

Die folgenden drei Miniaturen befinden sich in Kodizes heute im Besitz des Armenischen Patriarchats von Jerusalem:

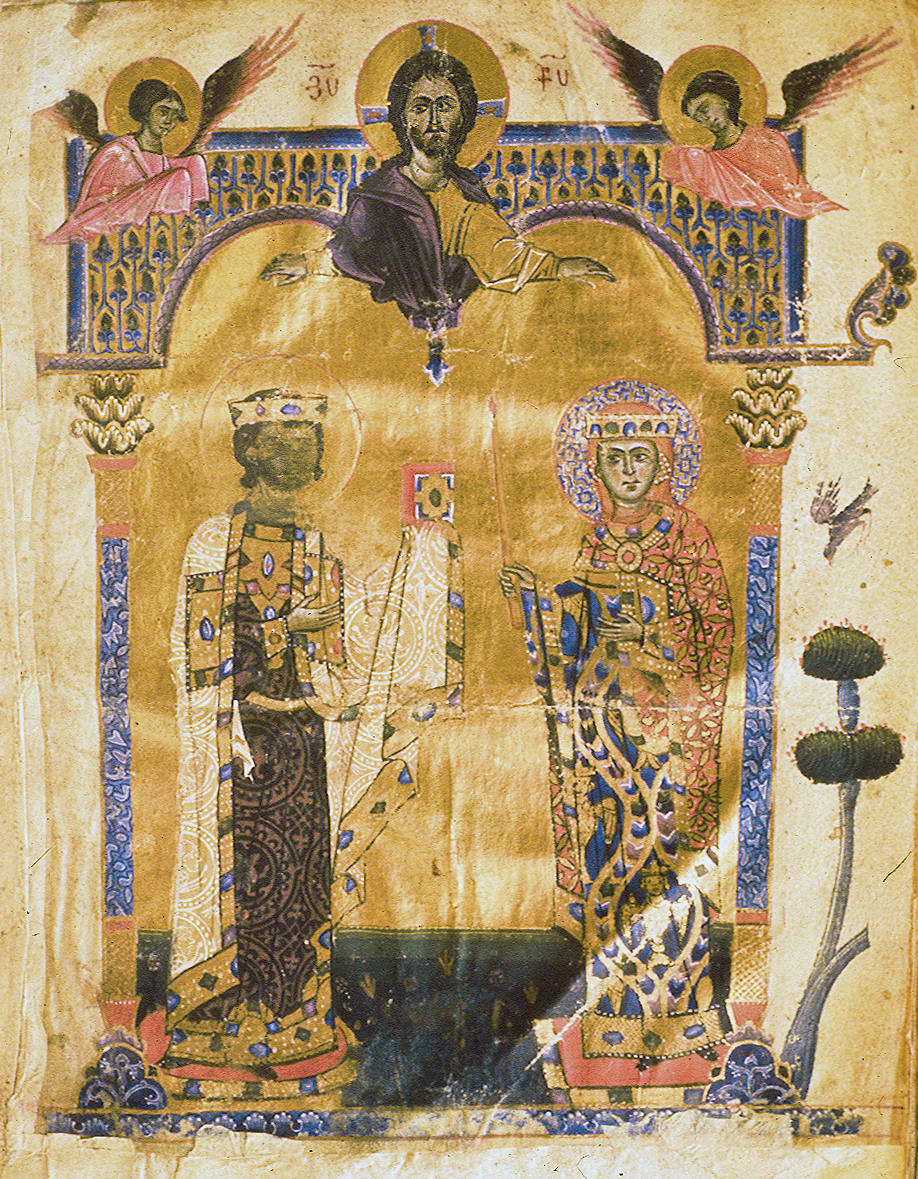
Leon III. König von Kilikien mit seiner Ehefrau Keran, 1262
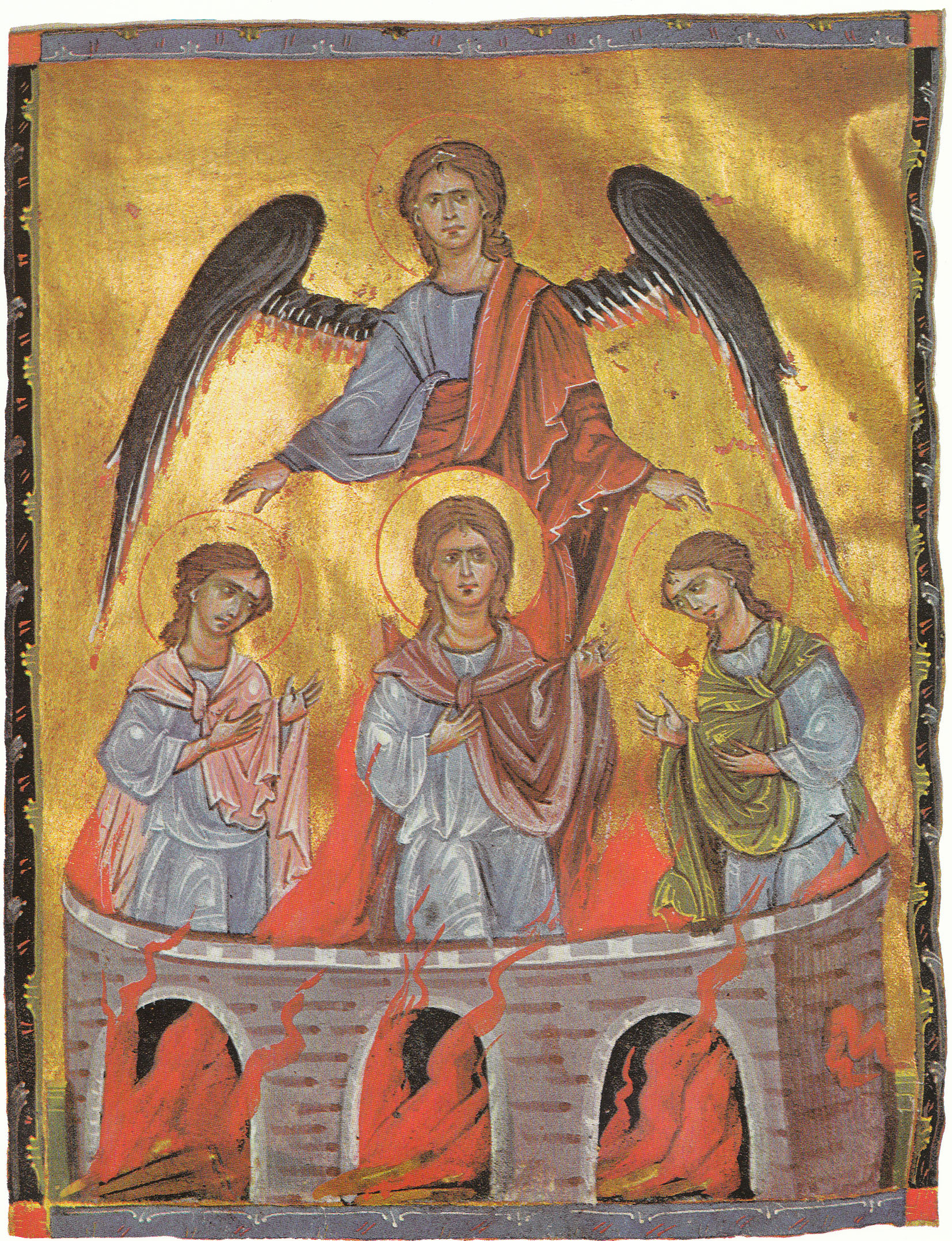
Die drei Männer im Feuerofen (Szene aus dem Buch Daniel), 1266
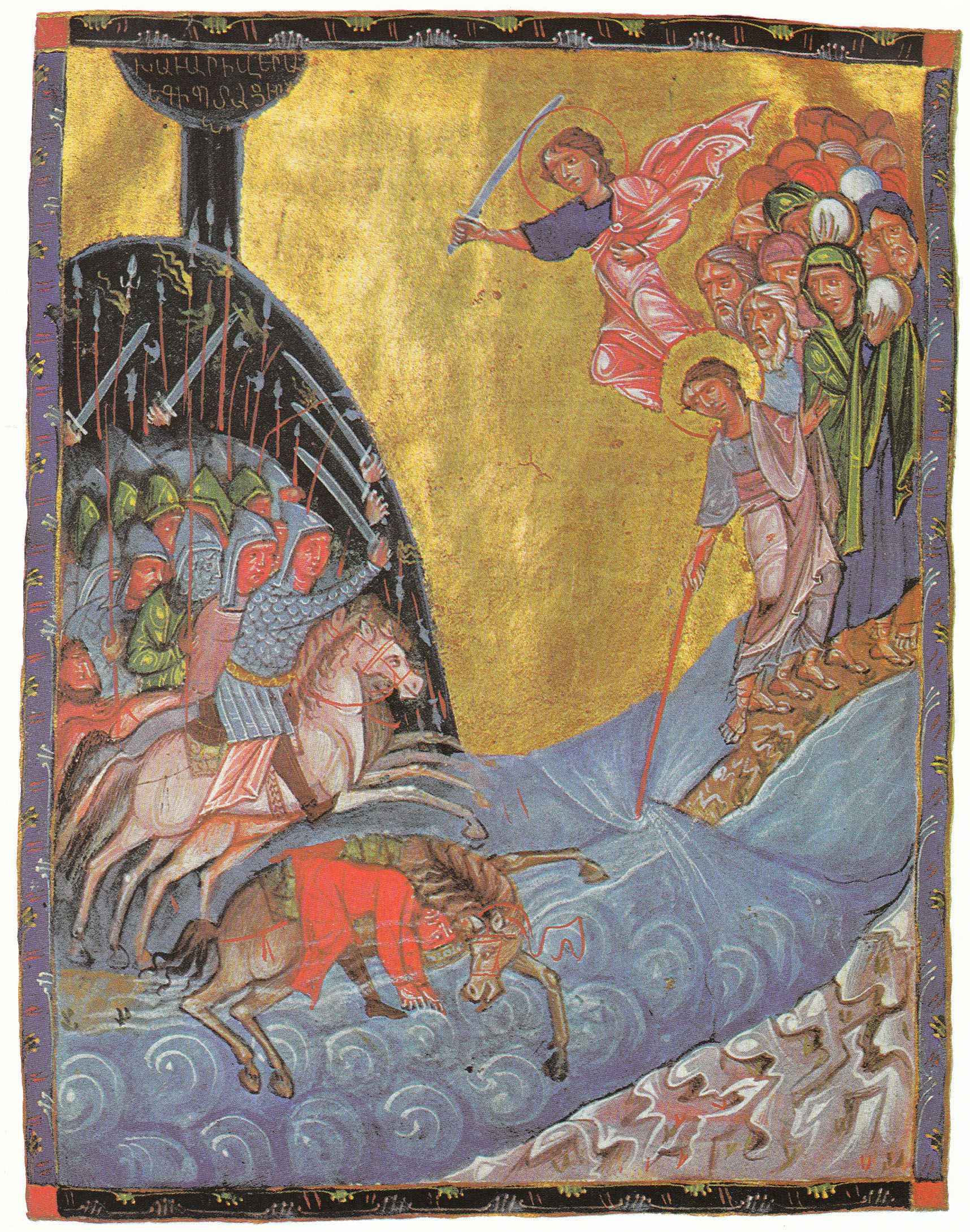
Die Durchquerung des Roten Meeres (Szene aus dem 2. Buch Mose (Exodus)), 1266